# World Cup Soccer: Italia '90
World Cup Soccer: Italia '90, anche scritto World Cup Soccer 90 o World Cup Italia 90 in alcune schermate, è un videogioco di calcio pubblicato nel 1989-1990 per i computer Amiga, Amstrad CPC, Atari ST, Commodore 64, MS-DOS, MSX e ZX Spectrum dalla Virgin Mastertronic. In Nordamerica venne pubblicato poco prima dalla Melbourne House con il titolo World Trophy Soccer, o in copertina Rick Davis's World Trophy Soccer, solo per Amiga, Atari ST, Commodore 64 e MS-DOS; World Trophy Soccer fu prodotto anche come videogioco arcade, basato sull'hardware Amiga, dalla Arcadia Systems.
World Cup Soccer è uno dei due videogiochi ufficiali del Campionato mondiale di calcio 1990 (con licenza della Olivetti che era uno dei fornitori ufficiali del mondiale); l'altro, World Cup Italia '90 per console, ha produttori e caratteristiche diversi.
Le edizioni americane World Trophy Soccer non sono esplicitamente legate al mondiale, ma quelle per computer usano in licenza l'immagine di copertina del calciatore statunitense Rick Davis.

## Modalità di gioco
Si può giocare in singolo, affrontando il mondiale, oppure in due giocatori in competizione in una partita isolata. Le squadre disponibili per i giocatori sono Belgio, Inghilterra, Italia e Spagna (Francia, Germania, Italia e Spagna in World Trophy Soccer), ma non ci sono differenze nelle loro capacità e i calciatori sono anonimi. Non c'è neppure una vera simulazione del campionato: in giocatore singolo si affronta una sequenza fissa di avversari sempre più difficili, dagli USA fino al Brasile, e si termina in caso di mancata vittoria.
Il campo di gioco è disposto in verticale, con vista a volo d'uccello a scorrimento multidirezionale, che segue la palla. Ci sono sei calciatori in campo per ogni squadra e quello controllato attualmente dal giocatore è contrassegnato da una freccia, che ha anche lo scopo di indicare qual è la metà campo avversaria. Premendo il pulsante/tasto di fuoco si assume il controllo del calciatore più vicino alla palla. Quando si ha la palla si può fare un solo tipo di tiro, senza distinzione tra tiri in porta e passaggi e senza regolazione della potenza. Quando l'avversario ha la palla si può effettuare un contrasto per rubarla; solo in alcune versioni sono possibili anche i falli e gli infortuni.
La principale particolarità del gioco nel suo genere è che quando la palla arriva vicino a una delle porte l'inquadratura cambia, e viene mostrata a distanza ravvicinata la porta ad altezza d'uomo. La scena è fissa e vista da davanti alla porta quando si attacca o da dietro alla porta quando si difende (riferito al giocatore 1). Nelle versioni Amstrad, MSX e Spectrum invece l'inquadratura è sempre da davanti alla porta. L'eventuale attaccante è da solo contro il portiere ed entrambi si spostano solo lateralmente, controllati dai rispettivi giocatori. Se l'attaccante perde troppo tempo prima di tirare, sopraggiunge un difensore che gli porta via la palla e si torna alla visuale normale.
Nelle versioni Amiga, Atari e C64 le informazioni su punteggio e tempo compaiono in sovraimpressione, mentre su Amstrad, DOS, MSX e Spectrum stanno in una barra informativa laterale. Inoltre su Amiga, Atari, C64 e DOS quando interviene l'arbitro appare il suo volto animato in una finestrella.
La conversione MSX, di produzione spagnola, ha buona parte dell'interfaccia in spagnolo ed è monocromatica; i calciatori delle due squadre sono perfino identici tra loro, a parte un puntino che contrassegna quelli di una squadra.
Nell'edizione originale di World Cup Soccer il manuale contiene anche una documentazione sulla storia dei mondiali ed è incluso un poster dove si potevano segnare i risultati dell'imminente mondiale.